# Charlis Ortíz
Charlis José Ortiz García (El Tigre, Anzoátegui, Venezuela; 21 de julio de 1986) es un futbolista venezolano que juega como delantero en Universidad Central de la Primera División de Venezuela.

## Trayectoria

### Inicios
Para el año 2007 Charlis se desenvolvía como jugador amateur, hasta que un día fue observado mientras jugaba por Félix "El Gato" Hernández y su preparador físico —para ese momento se desenvolvía como director técnico del extinto Atlético PDVSA Gas—, entonces este le consulta al jugador si quería probarse para el primer equipo del club, cosa que sucedió posteriormente y allí es donde comienza su trayectoria como futbolista profesional.
Inicia su etapa con PDVSA Gas para la temporada 2007/08 de la Segunda División de Venezuela, destacaría inmediatamente ya que para el Torneo Apertura 2007 anota su primer gol en la primera jornada del torneo frente a la UCV F.C al minuto 69, partido que culminaría 1-5 con marcador a favor de los "gasíferos". Cerraría el torneo con 8 goles en su cuenta personal, cifras impresionantes para un jugador amateur en el fútbol profesional. Para el Torneo Clausura, solo anotaría 3 goles ya que en ese momento en palabras del jugador, jugadores claves dejarían el equipo a mitad del campeonato. Culminaría la temporada con 11 goles en su haber, números importantes para su primera temporada como profesional.

### Minerven del Callao y debut en primera división
Motivo de su buen andar en segunda división y de un pedido expreso de Felíx Hernández nuevo director técnico de la institución, es fichado por el recién ascendido a la Primera División de Venezuela el Minervén Sport Club —equipo histórico del fútbol venezolano—, por un periodo de dos años para la temporada venidera 2008/09. Realiza su debut en la máxima categoría para la fecha 1 del Torneo Apertura frente al Zamora Fútbol Club, entrando de cambio al 55'. Anotaría por primera vez además de por partida doble en la jornada siguiente en el empate 2 a 2 frente al Atlético El Vigía, los goles vendrían en los minutos 67 y 90 del partido. Culmina la primera mitad del campeonato con 5 goles en 15 partidos y un puesto más que ganado en la plantilla titular.
Para el Torneo Clausura sigue la racha importante de goles a pesar de los problemas por impagos del club, marcando 7 goles en 16 partidos convirtiéndose así en el goleador y baluarte principal del club, culminando la temporada con 12 goles en total. Sin embargo a pesar de su buen desempeño el club no logra salvar la categoría, esto debido a múltiples problemas institucionales.

### S.D Centro Italo
Luego del descenso y posterior desaparición de Minerven queda como jugador libre, situación que aprovecha el recién ascendido a primera división S.C Centro Italo para convertirlo en su nuevo jugador de cara a la temporada 2009/10. A pesar de sus buenos registros la temporada anterior no tuvo la continuidad esperada durante el Torneo Apertura, no fue sino hasta la jornada 12 que fue convocado entrando de cambio al minuto 52, partido jugado de visitante frente al Deportivo Italia de marcador final 3 - 1 a favor de los locales. Su primer gol con el club lo marca en la victoria 2 - 0 frente al Zamora F.C al minuto 58, saliendo de cambio luego al '65.
Para la segunda mitad del campeonato en el Torneo Clausura logra mayor presencia en el equipo titular, jugando prácticamente todos los partidos del torneo e incluso marcando 3 goles, culminando así con una campaña que comenzó de manera negativa, con casi plena regularidad. A pesar de lo positivo se repite la suerte de la temporada anterior y su nuevo equipo retorna a la categoría de plata, esto al hilar muchos resultados adversos en el torneo.

### Real Esppor Club

#### 2010/11
Para la temporada 2010/11 del campeonato de primera división, es fichado por el otrora Real Esppor Club, aprovechando el descenso de su anterior club y su condición de jugador libre. Debuta en competición oficial con su nuevo equipo en la jornada 4 frente al Atlético El Vigía entrando de cambio al minuto 80 de partido y marca su primer gol en el partido reprogramado de la fecha 1 frente a Mineros de Guayana descontando al minuto 60 para que su equipo pasara a ganar, partido que culminaría con marcador final de 1 - 3 a favor de los merengues. Cierra el Torneo Apertura con gol y victoria frente a Yaracuyanos Fútbol Club, encajando 6 dianas para su cuenta personal en el torneo, además con su equipo en la punta de la tabla acumulada con posibilidades de ser campeón, pero en la misma jornada el Deportivo Táchira al empatar su partido de cierre 0 - 0 empata en la clasificación a 36 puntos quedándose con el título al tener mayor diferencia de goles que el Esppor, únicamente por un tanto.
La regularidad goleadora continua durante el Torneo Clausura 2011 marcando 4 goles más, haciendo un dúo letal junto a su compañero Rafael Castellin llamando la atención de propios y extraños, pero sin la misma continuidad en los resultados del torneo anterior alcanzando solo el quinto lugar de la clasificación con una diferencia amplia de puntos 
frente al primero de la tabla el Zamora Fútbol Club, equipo que posteriormente perdería la final absoluta ante el Deportivo Táchira. Culminaría una destacada temporada en lo personal con una estadística de 10 goles en 33 partidos ligueros, números que no materializaba desde su ciclo con Minerven en su primera experiencia en primera división.

#### 2011/12
Concreta su primer tanto de la temporada frente al Zulia Fútbol Club al minuto 67 de partido, encuentro del Torneo Apertura 2011 que culminaría en marcador dividido de uno por uno. Para el mismo torneo marcaría también ante Táchira y Monagas ambos compromisos jugados de local. 
Para el Torneo Clausura agitaría las redes en racha de dos partidos frente a Deportivo Anzoátegui en el juego de la fecha 6 y por partida doble frente a Yaracuyanos Fútbol Club, situación que no lograba en liga desde su estreno en primera división. En el último duelo de la temporada frente al Deportivo Petare lo alcanza una lesión de tobillo que lo dejaría fuera de las canchas por más de dos meses, a pesar de esto culminaría la temporada como el goleador de su equipo con 7 goles en su haber, 6 en liga y uno por Copa Venezuela.

### Deportivo Táchira
Llega como refuerzo al Carrusel Aurinegro en calidad de préstamo para el Torneo Apertura 2012 luego de dos temporadas en el Real Esppor Club. Debutaría de forma oficial dos fechas más tarde luego del inicio del torneo al de superar una pequeña lesión que le aquejo; entraría de cambio al minuto 70 de partido frente al Monagas S.C; ya al minuto 90 marcaría su primer gol con el conjunto tachirense para sellar la victoria 3 - 0 de su equipo. La siguiente fecha frente al Atlético El Vigía marcaría su segundo gol de la temporada igualmente entrando como revulsivo; su inicio al 68', el gol al 87', logrando la remontada del Aurinegro al sentenciar el marcador a 4 - 3.
Cerraría el campeonato con dos goles más, uno de gran factura frente a Trujillanos Fútbol Club, rematando fuera del área, encajando el balón en la esquina superior del paral izquierdo del arco y el otro frente al Atlético Venezuela Club de Fútbol al minuto 81 de partido, centro de César Maestrico González y cabezazo de Charlis para concretar la remontada de su equipo a 3 - 2 en el partido de ida de cuartos del octogonal final que definiría la clasificación a la Copa Sudamericana 2013. Este nuevo ciclo con el Táchira no sería de gran protagonismo para el jugador, notándose en su marca goleadora; solo 4 dianas en liga, esto debido a que entraría como recambio en la mayoría de los partidos, sin embargo logró una presencia abultada a nivel de partidos jugados con el equipo, cerrando con un registro de 29 compromisos ligueros en cancha.

### Deportivo La Guaira

#### 2013/14
Para la temporada 2013/14 sería uno de los refuerzos de cara al campeonato venidero, segunda experiencia en la institución varguense para el jugador, estando en el club anteriormente bajo su antigua denominación Real Esppor Club. Tiene su debut goleador frente a Metropolitanos F.C en la segunda fase de los playoffs de la Copa Venezuela 2013; su primer gol en liga lo concreta frente a Tucanes de Amazonas Fútbol Club para la fecha 14 del Torneo Apertura 2013, rematando de cabeza y anotando al 8' de partido.
Cierra la temporada con 3 dianas encajadas, la media goleadora más baja de todos sus registros como futbolista profesional, además de magros resultados a nivel colectivo ganando solo ocho encuentros en liga, resultado de un penúltimo lugar en el Torneo Apertura y solo un décimo puesto en el Clausura.

#### 2014/15
Para el Torneo Apertura se produce la primera incursión liguera de la temporada frente a Deportivo Anzoátegui Sport Club, partido inaugural del torneo. Su primer y único tanto de la temporada se genera en la derrota frente al que sería campeón posterior del campeonato el Zamora F.C; un gol de buena factura, rematando de pierna izquierda afuera del área al minuto 65 del compromiso. Al final del 2014 ganaría la final de la Copa Venezuela, empatando en partidos de ida y vuelta donde tendría gran protagonismo y sentenciando por vía de penaltis al Trujillanos Fútbol Club, adjudicándose así su primer título como futbolista profesional. En la jornada reprogramada frente al Deportivo Petare su continuidad se vería truncada debido a una lesión de tobillo que lo imposibilitaría por el resto de la campaña.
Además de su lesión al cierre del campeonato, esta campaña se vería empañada por un incidente extrafutbolistico; mientras se encontraba saliendo del Estadio Olímpico de la UCV junto a su compañero de equipo Adalberto Peñaranda, fueron interceptados por dos sujetos desconocidos que accionaron un arma de fuego impactando de bala a los dos jugadores, solo Charlis viéndose herido de gravedad al ser alcanzado por los proyectiles en brazo y pecho. Finalmente el jugador logra quedar fuera de peligro al ser intervenido quirúrgicamente.

### Deportivo Anzoátegui

#### 2015
Luego de su pasante por La Guaira, vuelve a su estado natal sumándose al Deportivo Anzoategui S.C, club con el que firmaría por un semestre. En este torneo se produciría un cambio de formato en la organización del fútbol de primera división. Iniciaría su andar en el Torneo Adecuación 2015 para la jornada 1 ingresando al terreno de juego en la alineación titular, partido que culminaría con marcador de 1 - 2 a favor del visitante Deportivo Táchira. Marcó su primer y único gol ligero frente al Ureña Sport Club al minuto 67 de partido; gol que vendría de un tiro córner que concretaría de un cabezazo al palo izquierdo del arco, tomando a destiempo al portero rival. En la decimoséptima jornada del torneo frente al Caracas Fútbol Club sufre una lesión; al minuto 7 de partido lo alcanza un desgarre que lo obligaría a culminar su participación por el resto del año.
Sería un torneo de continuidad para el jugador, donde de 19 juegos en liga para el equipo él jugó 15; 14 en el once inicial y 1 de revulsivo; necesario luego de lo accidentada que fue su última temporada, sobre todo en el cierre de la misma.

#### 2016
Empezaría la que sería su temporada más exitosa en lo personal debutando frente a Carabobo Fútbol Club. Jornada jugada de visitante en el Polideportivo Misael Delgado, que culminaría con marcador de 2 - 0 a favor de los Granates. Tiene su debut goleador de la temporada para la fecha 6 del Torneo Apertura 2016 frente al Estudiantes de Mérida Fútbol Club, donde anotaría por duplicado nuevamente en su carrera en los minutos 13' y 42', este último para definir el marcador del partido en 1 - 2 a favor del Aurirrojo. En el partido de vuelta en cuartos del octogonal final frente a Mineros de Guayana, sería decisivo para remontar el marcador; arrebató una pelota en la mitad del campo y se mandó una galopada hasta el arco y con un toque sutil con su botín izquierdo batió al portero Tito Rojas para al minuto 63 poner cifras de 2 - 1 en una serie que cerraría con marcador de 4 - 1 en el global, pasando así su equipo a semifinales. En el partido de vuelta de la final del Torneo Apertura logra anotar al minuto 77 de partido aprovechando un error defensivo del contrario, gol que no cambiaría demasiado las acciones del compromiso ya que culminaría con marcador de 3 - 1 a favor del Zamora F.C, quedándose este último con el título de campeón del torneo corto al cerrar la serie en 4 - 2.
En la segunda mitad del campeonato sigue entonado de cara al gol, mejorando incluso sus cifras goleadoras; logra encajar 8 goles en liga, además de sumar uno por Copa Venezuela en la serie de eliminación de cuartos de final frente a Tucanes, donde su equipo lastimosamente vería la descalificación. A pesar de no lograr clasificar al octogonal final del Torneo Clausura, cerraría la que es su mejor temporada a nivel personal y quizás también en lo colectivo, con un subcampeonato en el Apertura y la mejor media goleadora de sus registros históricos con 15 goles en todas las competiciones, también alcanzando la tan ansiada regularidad deportiva que no había logrado concretar a lo largo de su carrera.

#### 2017
Agita las redes por vez primera en el año en la derrota de local frente a Zulia en la jornada 2 del Torneo Apertura 2017 de primera división, recibiendo una asistencia de Néstor Canelón desde la banda derecha, anotando con volea después de controlar el balón con el pecho, para dejar el marcador en 1 - 1 de forma provisional en un partido que culminaría en 2 - 1 a favor de los zulianos.
En el partido de ida de primera fase de la Copa Sudamericana 2017 hace su primera presencia internacional del año, además de marcando en el debut en jugada personal; sortearía a dos centrales y al arquero quedando libre de cara al arco para anotar el primer gol del compromiso. Más adelante al minuto 15 de partido, igualmente en jugada personal, lograría sortear rivales hasta quedar frente al arquero rival el cual le cometería falta en el área, en consecuencia decretándose tiro desde el punto penalti; falta que concretaría con gol su compañero de equipo Ricardo "Kuki" Martins sumando a un marcador que culminaría con cifras de 3 - 0 a favor de su escuadra.

## Clubes
| Club                 | País      | Año             |
| -------------------- | --------- | --------------- |
| Atlético PDVSA Gas   | Venezuela | 2007 - 2008     |
| Minervén S.C         | Venezuela | 2008 - 2009     |
| S.D Centro Italo     | Venezuela | 2009 - 2010     |
| Real Esppor          | Venezuela | 2010 - 2012     |
| Deportivo Táchira    | Venezuela | 2012 - 2013     |
| Deportivo La Guaira  | Venezuela | 2013 - 2015     |
| Deportivo Anzoátegui | Venezuela | 2015 - 2017     |
| Mineros de Guayana   | Venezuela | 2017 - 2018     |
| Huachipato           | Chile     | 2018            |
| Mineros de Guayana   | Venezuela | 2019            |
| Deportivo La Guaira  | Venezuela | 2019 - 2021     |
| Metropolitanos       | Venezuela | 2022 - 2024     |
| Universidad Central  | Venezuela | 2024 - presente |

## Estadísticas
Actualizado el 21 de Diciembre de 2017
| Club | Temporada | Liga (1) | Liga (1) | Copa (2) | Copa (2) | Continental (3) | Continental (3) | Total | Total |
| Club | Temporada | Part.    | Goles    | Part.    | Goles    | Par.            | Goles           | Part. | Goles |
| --- | --------- | -------- | -------- | -------- | -------- | --------------- | --------------- | ----- | ----- |
| Atlético PDVSA Gas Venezuela | 2007/08   | ?        | 8+3      | 1        | 0        | -               | -               | ?     | 11    |
| Atlético PDVSA Gas Venezuela | Total     | ?        | 11       | 1        | 0        | -               | -               | ?     | 11    |
| Minervén S.C Venezuela | 2008/09   | 15+16    | 5+7      | 1        | 0        | -               | -               | 32    | 12    |
| Minervén S.C Venezuela | Total     | 31       | 12       | 1        | 0        | -               | -               | 32    | 12    |
| S.D Centro Italo Venezuela | 2009/10   | 4+16     | 1+3      | -        | -        | -               | -               | 20    | 4     |
| S.D Centro Italo Venezuela | Total     | 20       | 4        | -        | -        | -               | -               | 20    | 4     |
| Real Esppor Venezuela | 2010/11   | 13+20    | 6+4      | -        | -        | -               | -               | 33    | 10    |
| Real Esppor Venezuela | 2011/12   | 15+16    | 3+3      | -        | -        | -               | -               | 31    | 6     |
| Real Esppor Venezuela | Total     | 64       | 16       | -        | -        | -               | -               | 64    | 16    |
| Dep. Táchira Venezuela | 2012/13   | 12+17    | 2+2      | -        | -        | 2               | 0               | 31    | 4     |
| Dep. Táchira Venezuela | Total     | 29       | 4        | -        | -        | 2               | 0               | 31    | 4     |
| Dep. La Guaira F.C Venezuela | 2013/14   | 9+16     | 1+1      | ?        | 0        | -               | -               | 25    | 2     |
| Dep. La Guaira F.C Venezuela | 2014/15   | 13+10    | 1+0      | ?        | 1        | 2               | 0               | 25    | 2     |
| Dep. La Guaira F.C Venezuela | Total     | 48       | 3        | ?        | 1        | 2               | 0               | 50    | 4     |
| Dep. Anzoátegui Venezuela | 2015      | 15       | 1        | 4        | 1        | 2               | 0               | 21    | 2     |
| Dep. Anzoátegui Venezuela | 2016      | 21+19    | 6+8      | 3        | 1        | 2               | 0               | 45    | 15    |
| Dep. Anzoátegui Venezuela | 2017      | 18       | 3        | 0        | 0        | 2               | 1               | 20    | 4     |
| Dep. Anzoátegui Venezuela | Total     | 73       | 18       | 7        | 2        | 6               | 1               | 86    | 21    |
| Mineros de Guayana Venezuela | 2017      | 23       | 4        | 8        | 6        | 0               | 0               | 31    | 10    |
| Mineros de Guayana Venezuela | Total     | 23       | 4        | 8        | 6        | 0               | 0               | 31    | 10    |
| Total | Total     | 288      | 72       | 15       | 9        | 10              | 1               | 313   | 82    |
| (1) Incluye partidos de Liga Venezolana y Octogonal final (2) Incluye partidos de Copa Venezuela (3) Incluye partidos de Copa Sudamericana y Copa Libertadores |           |          |          |          |          |                 |                 |       |       |

## Palmarés

### Campeonatos Locales
| Título           | Club                | País      | Tempor. |
| ---------------- | ------------------- | --------- | ------- |
| Copa Venezuela   | Deportivo La Guaira | Venezuela | 2014    |
| Copa Venezuela   | Mineros de Guayana  | Venezuela | 2017    |
| Primera División | Deportivo La Guaira | Venezuela | 2020    |
| Primera División | Metropolitanos      | Venezuela | 2022    |
| Torneo Apertura  | UCV F.C             | Venezuela | 2025    |

## Vida personal
Charlis Ortiz está casado y tiene dos hijos. Una de las cosas que intenta aprovechar al máximo es el tiempo en familia yéndose a su pueblo natal, El Tigre, y así pasar tiempo con su gente cuándo no entrena con el DANZ. Es una persona que se autodenomina como muy hiperactiva, aunque también considera del descanso como una de sus grandes necesidades, el descansar bien, y con todo el buen sabor latino que le caracteriza, al hablar de música, Charlis de inmediato dijo que la salsa era uno de sus géneros musicales preferidos. El hecho de ser un futbolista poco mediático hace difícil obtener mucha más información de él.